# Jan Hubert Joseph Schreinemacher
Jan Hubert Joseph Schreinemacher (Maastricht, 23 april 1820 - Maastricht, 2 juni 1892) was een Nederlands arts en politicus.

## Biografische schets
Jan Hubert Joseph was de zoon van Jan Willem Schreinemacher en Maria Theresia Habets. Hij volgde zijn vooropleiding op het tweetalige (Frans-Nederlands) Koninklijk Atheneum in Maastricht, waar hij op 16-jarige leeftijd eindexamen deed. Hij vervolgde zijn opleiding aan de Universiteit van Luik, waar hij vanaf 1836 medicijnen studeerde. Zijn kandidaatsexamen medicijnen behaalde hij in 1840 in Brussel, nadat hij daar in 1838 al zijn kandidaats natuurwetenschappen had behaald. In 1842 promoveerde hij aan de Universiteit van Leiden en was hij doctor in de chirurgie. Hij was daarna werkzaam in klinieken te Bonn, Brussel en Parijs.
Vanaf 1848 werkte hij als armendokter in de Maastrichtse arbeiderswijk Boschstraatkwartier. Hij was voorzitter van de Maatschappij der Geneeskunde, afdeling Limburg, en van de Commissie van Geneeskunde in Maastricht. Vanaf 1867 tot aan zijn dood was hij vijfentwintig jaar lang onafgebroken gemeenteraadslid in Maastricht.
Schreinemacher kwam in 1888 voor het district Maastricht in de Tweede Kamer. In de Kamer voerde hij het woord bij de behandeling van enkele begrotingen en interpelleerde hij de minister van Oorlog over vermindering van het garnizoen in Maastricht.

## Huwelijk en nakomelingschap
Jan Hubert Joseph Schreinemacher was sinds 1848 gehuwd met Marie Joséphine Wijnandts (1824-1886), de oudste dochter van de Maastrichtse burgemeester Jacques Pascal Wijnandts. Twee van hun kinderen, Constant (1852-1929) en Emile Schreinemacher (1853-1909), trouwden met dochters van de Maastrichtse industrieel Eugène Regout. Emile was evenals zijn vader arts en was van 1893 tot aan zijn dood eveneens gemeenteraadslid in Maastricht. Voormalig minister Liesje Schreinemacher is een achter-achterkleindochter van hem.